# Epirhyssa biroi
Epirhyssa biroi är en stekelart som beskrevs av Alexander Mocsáry 1905.
Epirhyssa biroi ingår i släktet Epirhyssa och familjen brokparasitsteklar. Inga underarter finns listade i Catalogue of Life.